# Paulino de la Linde
Paulino de la Linde (Granada, 1837-?) fue un pintor español del siglo XIX.

## Biografía

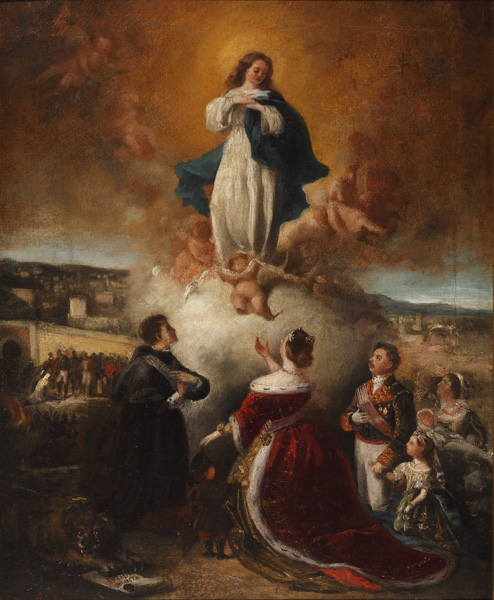
Isabel II y su familia con el Patriarca de las Indias (Museo del Romanticismo)

Pintor natural de Granada y discípulo de Eugenio Lucas, estuvo establecido durante algunos años en Madrid, donde perteneció a la Sociedad protectora de Bellas Artes.
En las Exposiciones Nacionales de Bellas Artes verificadas en 1856, 1858, 1860 y 1862, presentó las siguientes obras, por las que mereció diversas menciones honoríficas: La romería de San Isidro en Madrid, Una asturiana desplumando un pichón, La vieja del ventorrillo. Un paseante de la Cuesta de la Vega, La batalla de Pavía, juguete de Nochebuena; D. Rodrigo, último rey de los godos, pidiendo asilo a un labriego después de perdida la batalla del Guadalete; Cuadro alegórico que representa a Doña Isabel II y su familia con el Patriarca de las Indias, dando gracias a la Virgen por las victorias alcanzadas por nuestro ejército en África, apareciendo en lontananza los héroes que vertieron su sangre por la patria; Asesinato cometido en una noche de luna a espaldas de las ruinas de un templo; Cementerio de Granada durante el cólera de 1834, Costumbres del siglo XVII, Quevedo de sobremesa, Carlos V y el leñador del Pardo.
Los cuadros de la Asturiana desplumando un pichón y La vieja del ventorrillo figuraron en el Museo Nacional.